# Tückhude

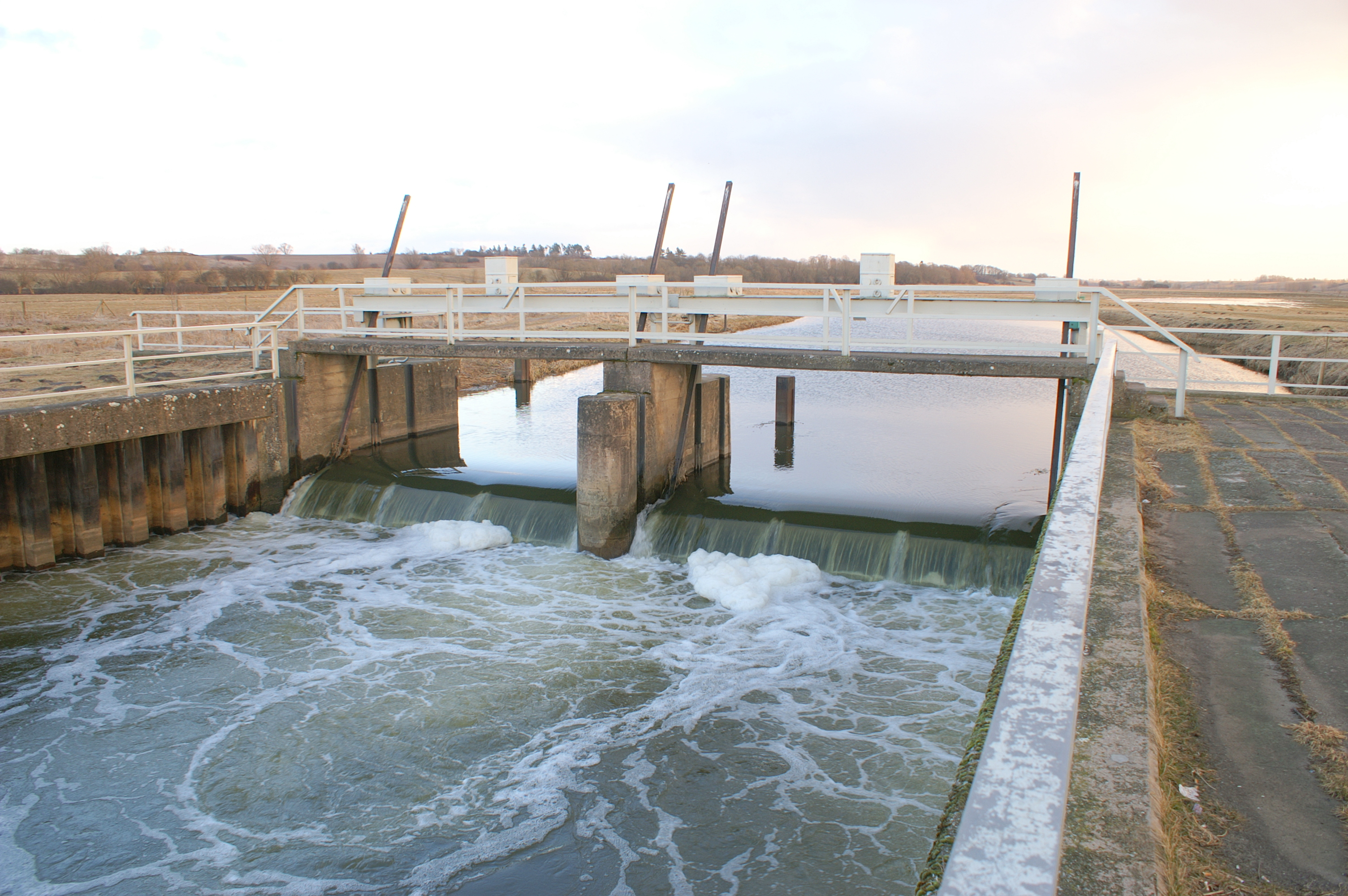
Tollensewehr Tückhude

Tückhude ist ein Ortsteil der Gemeinde Golchen im Landkreis Mecklenburgische Seenplatte. Tückhude befindet sich rund drei Kilometer nordwestlich von Golchen am südwestlichen Rand der Tollensetalniederung gegenüber von Wietzow. Östlich des Ortes wird die Tollense durch ein Wehr angestaut.
Von einer früheren Besiedlung der Region zeugen zwei westlich der heutigen Siedlung liegende slawische Burgwälle.
Der Ort wurde 1775 auf der sogenannten Tickhut angelegt, einer ebenen Fläche am Ausgang einer Erosionsrinne. Die ersten Siedler waren Wollspinner. In den 1860er Jahren hatte Tückhude 83 Einwohner, die ihren Lebensunterhalt überwiegend als Tagelöhner bestritten, und gehörte zum Amt Klempenow.
Aufgrund häufiger Überschwemmungen, wurde zu DDR-Zeiten der Tollensefluss zwischen Klempenow und Ludwigshöhe begradigt (1973–1974), darauf folgte 1976 der Bau eines Wehrs direkt in Tückhude. Die Kosten dafür lagen bei 1,2 Mio. Mark.
Die Gemeinde Golchen übernahm 1996 vom damaligen Landkreis Demmin ein Schullandheim in Tückhude. Dieses geriet 2008 landesweit in die Schlagzeilen, als bekannt wurde, dass die rechtsextreme Heimattreue Deutsche Jugend hier über mehrere Jahre Treffen veranstaltet hatte.